# NGC 5061
NGC 5061 is een elliptisch sterrenstelsel in het sterrenbeeld Waterslang. Het hemelobject werd op 28 maart 1786 ontdekt door de Duitse astronoom William Herschel.

## Synoniemen
- ESO 508-38
- MCG -4-31-48
- AM 1315-263
- PGC 46330